# Olimpiadi degli scacchi del 1926
Le Olimpiadi degli scacchi del 1926 si tennero dal 26 giugno al 15 luglio a Budapest in concomitanza del Congresso della FIDE, anche se non vengono considerate nella numerazione ufficiale delle edizioni delle Olimpiadi degli scacchi.
Alla manifestazione a squadre dovevano partecipare sei nazioni, ma l'Austria e la Cecoslovacchia si ritirarono poco prima dell'inizio del torneo, e fu vinto dall'Ungheria. Vennero anche organizzati dei tornei individuali, uno per maestri, uno open ed uno femminile. L'austriaco Ernst Grünfeld e l'italiano Mario Monticelli vinsero il torneo chiamato 1st FIDE Masters, l'inglese Edith Holloway il torneo femminile ed il cecoslovacco Emil Zinner il torneo open.

## Risultati finali

### Classifica a squadre
| Pos. | Nazione    | Giocatori                                             | Punti |
| ---- | ---------- | ----------------------------------------------------- | ----- |
|      | Ungheria   | Bakonyi, Négyesy, Steiner E., Sterk, Vajda, Zinner S. | 9     |
|      | Jugoslavia | Asztalos, Čirić, György, Kostić                       | 8     |
|      | Romania    | Balogh, Bródy, Mendelssohn, Proca, Tyroler            | 5     |
| 4    | Germania   | Machate, Moritz, Rüster, Schönmann                    | 2     |

### 1st FIDE Masters
| Pos. | Giocatori                         | Punti |
| ---- | --------------------------------- | ----- |
|      | Ernst Grünfeld ( Austria)         | 9,5   |
|      | Mario Monticelli ( Italia)        | 9,5   |
|      | Hans Kmoch ( Austria)             | 9,0   |
|      | Sándor Takács ( Ungheria)         | 9,0   |
|      | Akiba Rubinstein ( Polonia)       | 9,0   |
| 6    | Géza Nagy ( Ungheria)             | 8,5   |
| 7    | Richard Réti ( Cecoslovacchia)    | 8,0   |
|      | Edgard Colle ( Belgio)            | 8,0   |
| 9    | Hermanis Matisons ( Lettonia)     | 7,5   |
|      | Savielly Tartakower ( Polonia)    | 7.5   |
| 11   | Árpád Vajda ( Ungheria))          | 6.5   |
| 12   | Frederick Yates ( Inghilterra)    | 6,0   |
|      | Endre Steiner ( Ungheria)         | 6,0   |
|      | Kornél Havasi ( Ungheria)         | 6,0   |
| 15   | Ladislav Prokeš ( Cecoslovacchia) | 5,5   |
| 16   | Eugene Znosko-Borovsky ( Francia) | 4,5   |